# 重庆市长寿双龙中学校
重庆市长寿双龙中学校（英语：Ssangyong middle school）简称双龙中学，建校于1958年，位于重庆市长寿区双龙镇，为长寿区公立学校，重庆市首批文明学校和礼仪示范学校之一。双龙中学是重庆市长寿区唯一的农村高中名校，已经连续6年被评为长寿德育工作先进集体、师德师风先进集体等荣誉。截至到2008年底，双龙中学占地面积100余亩；有教学班57个，学生3300多人，在职教职工220人。

## 学校简介

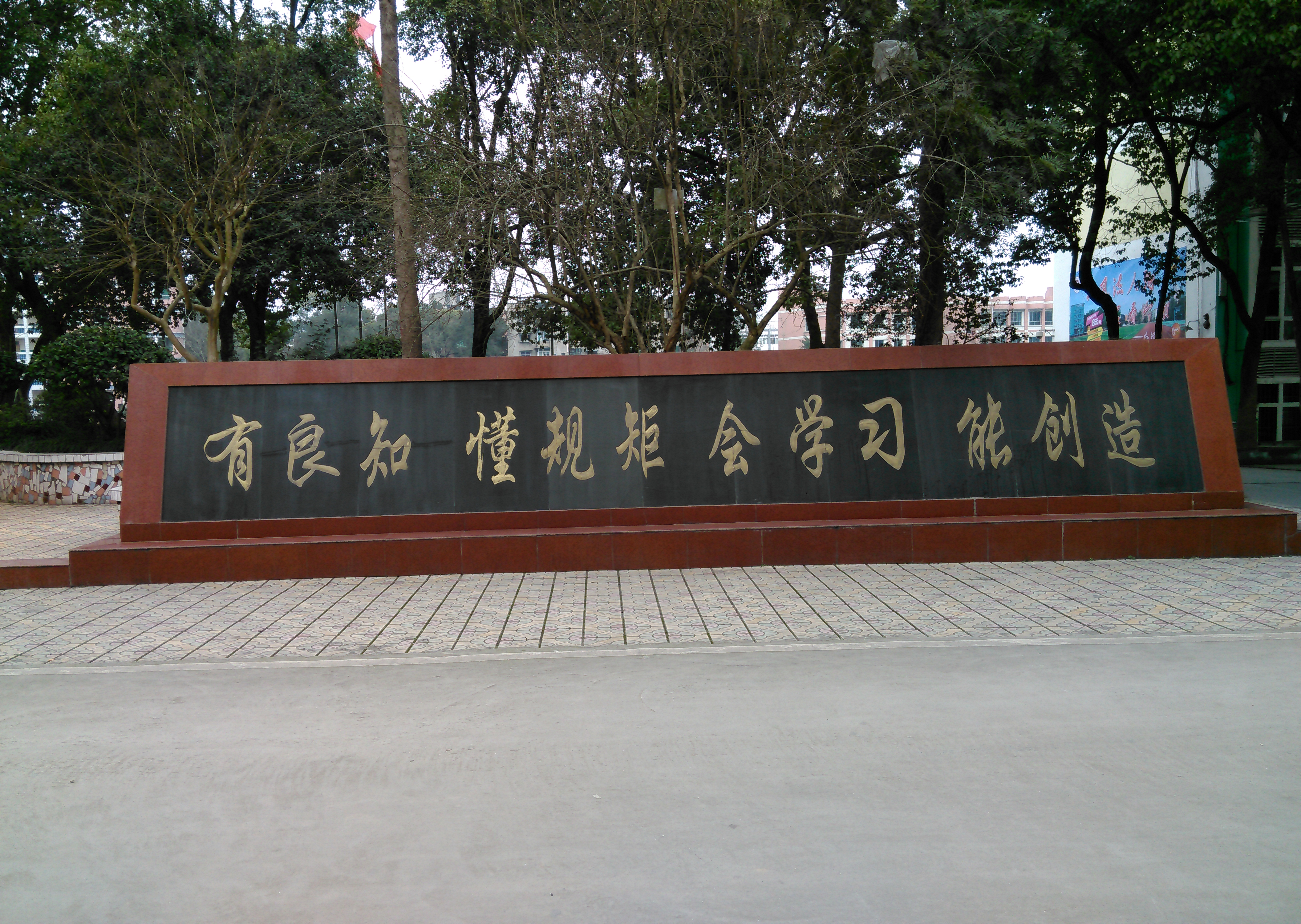
双龙中学校训

重庆市长寿双龙中学校（原名为长寿县第六中学）创办于1958年，学校位于长寿区双龙镇龙兴街79号。学校经过两次改名、两次合并，饱经沧桑历经磨难，经过师生们的不断努力，区教委的不断大力支持，已发展成为教学设备完善。整个学校占地面积100余亩，教学班57个，学生3300多人，在职教职工220人。双龙中学在重庆市长寿区农村高完中中唯一的初中名校，长寿区初中文明礼仪示范学校，区级文明单位，长寿区业余体校。校园内环境优雅清静，绿树成荫，是一个教书育人的好地方。

## 师资教学

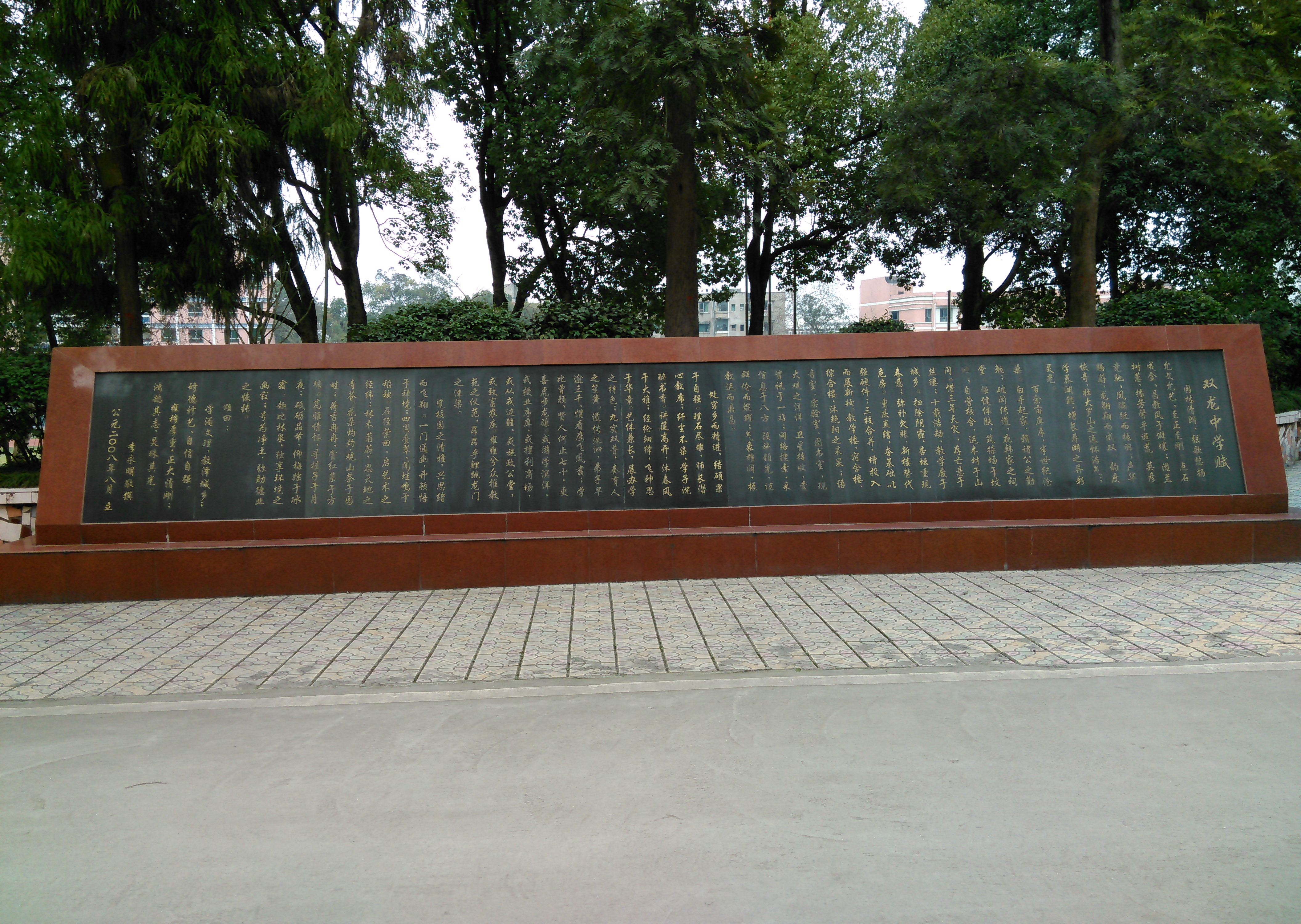
双龙中学斌

重庆市长寿双龙中学校截至2009年，共有教职工220人，120余名任课教师全部具有大专以上学历，其中83.1%的任课教师拥有本科及以上学历，55%的教师获得了中高级职称。学校拥有现代化的教育教学设备。拥有语音室、多媒体教室、文印室、理化生实验室及科技活动室，并建立了校内广播系统、电视网络、电话通讯系统、教育卫星地面接收站、收转台。

## 办学理念
长寿双龙中学校学校坚持“德育是首位、教学是中心、质量是生命、育人是根本”的工作思路，学校全封闭式管理十分规范、严谨。通过请进来、走出去等方式，全力抓好教师培训，全面提高教师综合素质和业务技能，增强教师的人格魅力，全力打造一支德才兼备的教师队伍，建设雄厚的师资力量，增强学校的软实力，让教师们用渊博的学识静下心来教书、潜下心来育人。进一步加快学校基础设施建设，特别是以实验室、电教设备等为重点，进一步充实和完善学校教育教学硬件设施，为争创重庆市信息化教学示范学校、争创重庆市农村示范初中奠定基础。

## 办学特色
长寿双龙中学校对于基础较好的学生，一进校门就让他们明确目标和主攻方向，适时给他们压担子，让优生更优；而对于成绩相对较差的学生，则加强心理疏导、知识补习和思想引导，帮助他们找回自信，重扬人生风帆，让每个学生都能在原有基础上有新进步、新发展。对学习成绩不够理想、但有艺术爱好和兴趣的学生，加强指导和培养，充分挖掘学生的潜能，实现学生有某方面的专才，就力争让他在这方面成才，圆更多孩子的大学梦。

## 学校发展
长寿双龙中学校提高教育教学质量，教学生有良知、懂规矩、会学习、创造。双龙中学将注重加强校园文化建设，利用校园文化来培养有创新能力、高尚道德和人文情怀优秀学生。进一步加快学校的发展；发挥好龙头作用，助推长寿区农村教育质量进一步提高；双龙中学行政班子深感责任重大，机遇与挑战并存。双龙中学牢牢树立品牌意识、精品意识，继续巩固双龙中学在长寿区农村教育中的领先位置；全力打造重庆市信息化教学示范学校，力争重庆市农村示范初中。

## 获奖状况
从1984年起，学校连续18年高考上线人数位居长寿普通中学第一名。2001年，学校高考上线230人，上线人数名列长寿地区所有高完中学校第二名。2000年和2001年学校连续两年获长寿县高中教学质量一等奖。2001年，学校获县教育综合督导评估一等奖，高中英语教改课题获市教改成果二等奖。